# بیان (نهاوند)
بیان نهاوند '، روستایی از توابع بخش مرکزی شهرستان نهاوند در استان همدان ایران است.

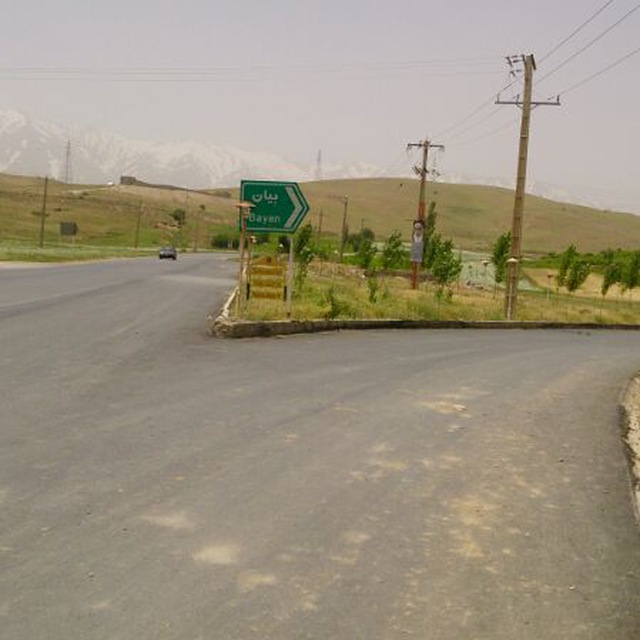
جاده ورودی بیان

روستای بیان از توابع بخش مرکزی شهرستان نهاوند(دهستان گاماسیاب نهاوند)است و در فاصلهٔ دوازده کیلومتری جنوب شرقی این شهر واقع شده‌است. آب و هوای آن در بهار و تابستان معتدل و در زمستان سرد است. این روستای کوهستانی در کوهپایهٔ کوه گرین (گرو) از شاخه‌های سلسله کوه‌های زاگرس قرار دارد. روستا به حالت مثلثی شکل در دو طرف رودخانهٔ معروف به نهر بیان_تکه قرار گرفته و بیشتر مساکن روستا در بالای نهر و با شیب کمی تند قرار گرفته‌است. مردم این روستا به زبان لری سخن می‌گویند. بیشتر جمعیت روستا به ترتیب دارای نام‌های خانوادگی  زرینی و  سرمیلی  هستند. درآمد بیشتر مردم روستای بیان از طریق فعالیتهای زراعی و دامداری تأمین می شودو با توجه به آب فراوان رود گاماسیاب در سال‌های اخیر به کار پرورش ماهی نیز مشغول شده‌اند. آب شرب و کشاورزی این روستا از سراب گاماسیاب است .

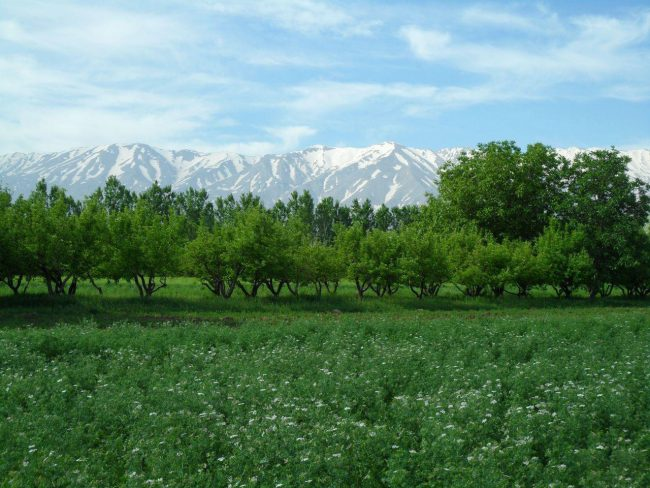
طبیعت‌روستای بیان نهاوند

## جمعیت
روستای بیان در سال ۱۳۸۸ دارای ۱۶۲۱ نفر جمعیت بوده‌است. براساس سرشماری مرکز آمار ایران در سال‌۱۴۰۲جمعیت آن ۱۲۸۹ نفر (۴۳۸خانوار) بوده‌است.

## موقعیت جغرافیایی
مختصات: ۳۴°۰۵′۵۲″ شمالی ۴۸°۲۴′۴۹″ شرقی / ۳۴.۰۹۷۷۸° شمالی ۴۸.۴۱۳۶۱° شرقی / 34.09778; 48.41361